# Salix humilis
Espèce
Salix humilis est une espèce de plantes à fleurs de la famille des Salicaceae. C'est un saule originaire d'Amérique du Nord. 

## Liste des variétés
Selon Catalogue of Life (8 déc. 2012) :
- variété Salix humilis var. humilis ;
- variété Salix humilis var. tristis.

## Description

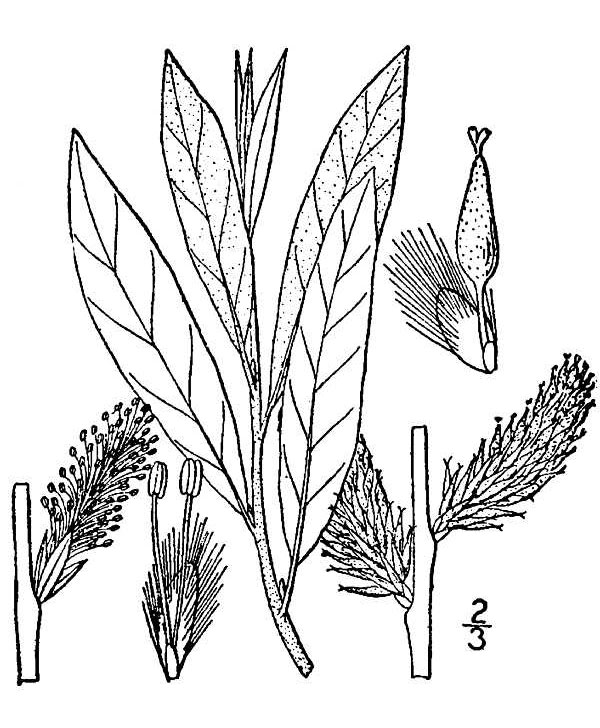
Feuilles et chatons.

Salix humilis est un arbuste ne dépassant pas 3 m de haut et se clonant par marcottage. Les chatons apparaissent avant l'émergence des feuilles.
Ses pétioles mesurent de 1,5 à 12 mm de long.

## Répartition
L'espèce est présente en Amérique du Nord, du Manitoba jusqu'à Terre-Neuve, du Labrador jusqu'en Floride.
La plante se rencontre naturellement au Canada et aux États-Unis d'Amérique, d'après Catalogue of Life (16 mai 2016).
- USA : Alabama, Arkansas, Connecticut, District de Columbia, Delaware, Floride, Georgie, Iowa, Illinois, Indiana, Kansas, Kentucky, Louisiane, Massachusetts, Maryland, Maine, Michigan, Minnesota, Missouri, Mississippi, Caroline du Nord, Dakota du Nord, Nebraska, New Hampshire, New Jersey, New York, Ohio, Oklahoma, Pennsylvanie, Rhode Island, Caroline du Sud, Dakota du Sud, Tennessee, Texas, Virginie, Vermont, Wisconsin, Virginie Occidentale ;
- Canada : Labrador, Manitoba, Nouveau-Brunswick, Terre-Neuve, Nouvelle-Écosse, Ontario, Île du Prince Edward, Québec.